# وينتاثريات
الوينتاثريات (الاسم العلمي: Uintatheriidae)، وهي فصيلة من الثدييات العاشبة الحافريات منقرضة، وتشمل الوينتاثريوم. تنتمي الوينتاثريات إلى رتبة القرنيات الرهيبة، وهي واحدة من عدة رتب منقرضة للثدييات البدائية ذات الحوافر التي تتحد أحيانًا في اللقمانيات.